# Szergej Dmitrijevics Savlo
Szergej Dmitrijevics Savlo, oroszul: Серге́й Дмитриевич Шавло, ukránul: Сергій Дмитрович Шавло (Nyikopol, 1956. szeptember 4. –) olimpiai bronzérmes szovjet válogatott ukrán-orosz labdarúgó, középpályás, edző.

## Pályafutása

### Klubcsapatban
A Trubnyik Nyikopol csapatában kezdte a labdarúgást. 1974 és 1976 között a Lett SZSZK-ban játszott. 1974–75-ben az Elektron, 1975–76-ban a Daugava játékosa volt. 1977 és 1982 között a Szpartak Moszkva labdarúgója volt, ahol 1977-ben a másodosztályban lett bajnok a csapattal, majd 1979-ben az élvonalban is. 1983-ban az Iszkra Szmolenszk, 1984–85-ben ismét a Szpartak, 1986–87-ben a Torpedo Moszkva játékosa volt. A Torpedóval 1986-ban szovjetkupa-győztes volt.
Pályafutása második felében Ausztriában játszott. 1987 és 1989 között a Rapid Wien, labdarúgója volt, ahol az 1987–88-as idényben bajnok lett. 1989 és 1997 között folyamatosan alacsonyabb osztályú csapatokban szerepelt: Favoritner AC, Eintracht Wien, SV Gerasdorf és Laxenburg.

### A válogatottban
1979 és 1985 között 19 alkalommal szerepelt a szovjet válogatottban. Tagja volt az 1980-as moszkvai olimpián bronzérmes együttesnek. Az olimpián öt mérkőzésen szerepelt és egy gólt szerzett.

### Edzőként
1994 és 2000 között a Rapid Wien ifjúsági csapatánál dolgozott edzőként. 1999 és 2002 között a Rapid tanácsadóként alkalmazta. 2001–02-ben az FC Brunn vezetőedzője volt. 2003-ban a moszkvai Torpedo-Metallurg tartalékcsapatát edzette. 2004–05-ben a Szpartak Moszkva játékosmegfigyelőjeként tevékenykedett, majd 2005 és 2008 között sportigazgató volt a klubnál.

## Sikerei, díjai
Szovjetunió
- Olimpiai játékok
  - bronzérmes: 1980, Moszkva

 Szpartak Moszkva
- Szovjet bajnokság
  - bajnok: 1979
  - 2. (4): 1980, 1981, 1984, 1985
  - 3.: 1982
- Szovjet kupa
  - döntős: 1981
- Szovjet bajnokság – másodosztály
  - bajnok: 1977

 Torpedo Moszkva
- Szovjet kupa
  - győztes: 1986

 Rapid Wien
- Osztrák bajnokság
  - bajnok: 1987–88

## Statisztika

### Mérkőzései a szovjet válogatottban
| Szovjetunió | Szovjetunió          | Szovjetunió                               | Szovjetunió  | Szovjetunió | Szovjetunió   | Szovjetunió  | Szovjetunió | Szovjetunió |
| #           | Dátum                | Helyszín                                  | Hazai        | Eredmény    | Vendég        | Kiírás       | Gólok       | Esemény     |
| ----------- | -------------------- | ----------------------------------------- | ------------ | ----------- | ------------- | ------------ | ----------- | ----------- |
| 1.          | 1979. szeptember 5.  | Moszkva, Központi Lenin Stadion           | Szovjetunió  | 1 – 0       | NDK           | barátságos   | -           | 46'         |
| 2.          | 1979. szeptember 12. | Athén, Leofóru Alexándrasz Stadion        | Görögország  | 1 – 0       | Szovjetunió   | Eb-selejtező | -           | 35'         |
| 3.          | 1979. október 14.    | Moszkva, Központi Lenin Stadion           | Szovjetunió  | 3 – 1       | Románia       | barátságos   | -           |             |
| 4.          | 1979. október 31.    | Moszkva, Központi Lenin Stadion           | Szovjetunió  | 2 – 2       | Finnország    | Eb-selejtező | -           |             |
| 5.          | 1979. november 21.   | Tbiliszi, Dinamo Stadion                  | Szovjetunió  | 1 – 3       | NSZK          | barátságos   | -           | 68'         |
| 6.          | 1980. március 26.    | Szófia, Vaszil Levszki Nemzeti Stadion    | Bulgária     | 1 – 3       | Szovjetunió   | barátságos   | -           | 63'         |
| 7.          | 1980. április 29.    | Malmö, Malmö Stadion                      | Svédország   | 1 – 5       | Szovjetunió   | barátságos   | -           |             |
| 8.          | 1980. május 23.      | Moszkva, Központi Lenin Stadion           | Szovjetunió  | 1 – 0       | Franciaország | barátságos   | -           |             |
| 9.          | 1980. június 15.     | Rio de Janeiro, Maracanã Stadion          | Brazília     | 1 – 2       | Szovjetunió   | barátságos   | -           |             |
| 10.         | 1980. július 12.     | Moszkva, Központi Lenin Stadion           | Szovjetunió  | 2 – 0       | Dánia         | barátságos   | -           | 76'         |
| 11.         | 1980. augusztus 27.  | Budapest, Népstadion                      | Magyarország | 1 – 4       | Szovjetunió   | barátságos   | -           | 67'         |
| 12.         | 1980. szeptember 3.  | Reykjavík, Laugardalsvöllur               | Izland       | 1 – 2       | Szovjetunió   | vb-selejtező | -           | 58'         |
| 13.         | 1980. október 15.    | Moszkva, Központi Lenin Stadion           | Szovjetunió  | 5 – 0       | Izland        | vb-selejtező | -           | 61'         |
| 14.         | 1980. december 4.    | Mar del Plata, José María Minella Stadion | Argentína    | 1 – 1       | Szovjetunió   | barátságos   | -           | 63'         |
| 15.         | 1981. október 28.    | Tbiliszi, Dinamo Stadion                  | Szovjetunió  | 2 – 0       | Csehszlovákia | vb-selejtező | -           | 80'         |
| 16.         | 1985. január 21.     | Koccsi, Maharaja College Stadion (IND)    | Kína         | 2 – 3       | Szovjetunió   | Nehru-kupa   | -           | 65'         |
| 17.         | 1985. január 25.     | Koccsi, Maharaja College Stadion (IND)    | Szovjetunió  | 1 – 2       | Jugoszlávia   | Nehru-kupa   | -           |             |
| 18.         | 1985. február 4.     | Koccsi, Maharaja College Stadion (IND)    | Szovjetunió  | 2 – 1       | Jugoszlávia   | Nehru-kupa   | -           | 60'         |
| 19.         | 1985. március 27.    | Tbiliszi, Dinamo Stadion                  | Szovjetunió  | 2 – 0       | Ausztria      | barátságos   | -           | 76'         |
|             | Összesen             |                                           |              | 19          | mérkőzés      |              | 0           | gól         |